# Hammam Bu Gharara
Hammam Bu Gharara (arab. حمام بوغرارة; fr. Hammam Boughrara)  – jedna z 53 gmin w prowincji Tilimsan, w Algierii, znajdująca się w zachodniej części prowincji, około 29 km na zachód od Tilimsan. W 2008 roku gminę zamieszkiwało 11444 osób. Numer statystyczny gminy w Office National des Statistiques d'Algérie to 1328.